# Nová Ves (Dél-plzeňi járás)
Nová Ves település Csehországban, a Dél-plzeňi járásban. Nová Ves Dobřany, Plzeň, Líně és Zbůch településekkel határos. Lakosainak száma 301 fő (2024. január 1.).

## Népesség
A település lakosságának változását az alábbi diagram mutatja:
| Lakosok száma | 78   | 414  | 595  | 430  | 269  | 160  | 290  | 288  | 285  | 301  |
|               | 1869 | 1890 | 1921 | 1950 | 1980 | 2001 | 2017 | 2019 | 2022 | 2024 |